# Presbiterianismo em Pernambuco
O Presbiterianismo é a terceira maior família denominacional protestante histórica em Pernambuco (atrás apenas dos batistas e adventistas), correspondendo a 0,45% da população da unidade federativa.

## História
O Presbiterianismo chegou em Pernambuco em  1873, quando o Rev. John Rockwell Smith, enviado pela junta de missões de
Nashville, foi para Recife. Devido ao trabalho de pregação do missionário, foi organizada, em 1888, a Primeira Igreja Presbiteriana do Recife, mesmo ano em que foi organizada a Igreja Presbiteriana do Brasil (IPB).
Em 1899, foi fundado pela IPB o Seminário Presbiteriano do Norte, o segundo seminário da IPB mais antigo ainda em funcionamento.
Em 1956, o Rev. Israel Gueiros, um professor do seminário, acusou a Igreja Presbiteriana do Brasil  de ser controlada por missionários estrangeiros, de apoio da denominação ao Concílio Mundial de Igrejas e de tolerância à Teologia Liberal. Após ser deposto, o Rev. Israel Gueiros fundou a Igreja Presbiteriana Fundamentalista do Brasil e um novo seminário da cidade. Na época, a  Primeira Igreja Presbiteriana do Recife saiu da IPB, para retornar posterioremente na década de 1990.
A partir da evangelização e plantação de mais igrejas, o Presbiterianismo tornou-se a terceira maior família denominacional protestante histórica no Estado.

## Igreja Presbiteriana do Brasil

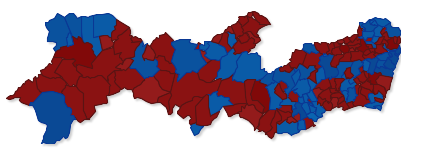
Municipios com igrejas federadas a Igreja Presbiteriana do Brasil em Pernambuco

A Igreja Presbiteriana do Brasil é a maior denominação presbiteriana em Pernambuco. É constituída no Estado por 5 sínodos, a saber: Sínodo Agreste - Sul de Pernambuco, Sínodo Central Pernambucano, Sínodo Garanhuns, Sínodo Pernambuco e Sínodo Sesquicentenário que juntos possuem 20 presbitérios e aproximadamente 180 igrejas e congregações federadas em todo o Estado.
A denominação opera no estado um dos seus mais antigos seminários, o Seminário Presbiteriano do Norte.

## Igreja Presbiteriana Independente do Brasil
A Igreja Presbiteriana Independente do Brasil tem 3 igrejas em Recife.

## Igreja Presbiteriana Fundamentalista do Brasil
A Igreja Presbiteriana Fundamentalista do Brasil possui igrejas em várias cidades do Estado.

## Igreja Presbiteriana Conservadora do Brasil
A Igreja Presbiteriana Conservadora do Brasil possui igrejas e congregações em Agrestina, Camaragibe, Jaboatão dos Guararapes e Paulista, vinculadas ao seu Departamento Missionário.

## Outras denominações presbiterianas
A Igreja Presbiteriana Unida do Brasil não possui igrejas no estado.